# Discografia di Giorgio Vanni
Questa voce presenta la discografia del cantante e musicista Giorgio Vanni.
L'eventuale valore presente nella cella indica il numero di unità presenti in quel formato: se non vi è nulla, se ne sottintende una sola.

## Album

### Come artista principale

#### Album in studio
| Anno | Album                                                    | Formati | Formati | Formati | Formati | Formati      | Formati  | Posizione massima | Certificazioni | Note                        |
| ---- | -------------------------------------------------------- | ------- | ------- | ------- | ------- | ------------ | -------- | ----------------- | -------------- | --------------------------- |
| Anno | Album                                                    | CD      | LP      | MC      | DD      | Promozionale | Ristampa | ITA               | Certificazioni | Note                        |
| 1992 | Tomato                                                   |         |         |         |         |              |          | —                 | —              |                             |
| 1994 | Grande cuore                                             |         |         |         |         |              |          | —                 | —              |                             |
| 2008 | Gormiti che miti! - Il ritorno dei Signori della Natura! |         |         |         |         |              |          | —                 | —              |                             |
| 2009 | Gormiti che miti! - Il ritorno dei Signori della Natura! |         |         |         |         |              |          | —                 | —              | Ristampa dell'album omonimo |
| 2019 | Toon Tunz                                                |         |         |         |         |              |          | 57                | —              |                             |
| 2022 | The Gold Session                                         |         |         |         |         |              |          | —                 | —              | Con Max Longhi              |

##### Tributi
| Anno | Album                                      | Formati | Formati | Formati | Formati | Formati      | Formati  | Posizione massima | Certificazioni | Note                                            |
| ---- | ------------------------------------------ | ------- | ------- | ------- | ------- | ------------ | -------- | ----------------- | -------------- | ----------------------------------------------- |
| Anno | Album                                      | CD      | LP      | MC      | DD      | Promozionale | Ristampa | ITA               | Certificazioni | Note                                            |
| 2012 | Time Machine - Da Goldrake a Goku          |         |         |         |         |              |          | —                 | —              |                                                 |
| 2017 | Time Machine Reloaded - Da Goldrake a Goku |         |         |         |         |              |          | —                 | —              | Riedizione di Time Machine - Da Goldrake a Goku |

#### Raccolte
| Anno | Album                                         | Formati | Formati | Formati | Formati | Formati      | Formati  | Posizione massima | Certificazioni | Note                       |
| ---- | --------------------------------------------- | ------- | ------- | ------- | ------- | ------------ | -------- | ----------------- | -------------- | -------------------------- |
| Anno | Album                                         | CD      | LP      | MC      | DD      | Promozionale | Ristampa | ITA               | Certificazioni | Note                       |
| 2006 | The Master Saga                               |         |         |         |         |              |          | —                 | —              |                            |
| 2007 | Pokémon Compilation                           |         |         |         |         |              |          | —                 | —              | Riedizione di Pokémon Saga |
| 2010 | Giorgio Vanni Project - I cartoni di Italia 1 |         |         |         |         |              |          | —                 | —              |                            |
| 2014 | Super Hits - Il meglio del meglio del meglio  |         |         |         |         |              |          | —                 | - ITA: Oro     |                            |
| 2024 | Uno di noi                                    |         |         |         |         |              |          | 15                | —              |                            |

##### Remix
| Anno | Album                                   | Formati | Formati | Formati | Formati | Formati      | Formati  | Posizione massima | Certificazioni | Note |
| ---- | --------------------------------------- | ------- | ------- | ------- | ------- | ------------ | -------- | ----------------- | -------------- | ---- |
| Anno | Album                                   | CD      | LP      | MC      | DD      | Promozionale | Ristampa | ITA               | Certificazioni | Note |
| 2000 | Dragon Ball Dance Compilation           |         |         |         |         |              |          | —                 | —              |      |
| 2000 | Pokémon e Dragon Ball Dance Compilation |         |         |         |         |              |          | —                 | —              |      |
| 2000 | Pokémon Cartoons Dance Compilation      |         |         |         |         |              |          | —                 | —              |      |
| 2001 | Cartuno                                 |         |         |         |         |              |          | —                 | —              |      |
| 2002 | Cartuno - Parte 2                       |         |         |         |         |              |          | —                 | —              |      |
| 2003 | Cartuno - Parte 3                       |         |         |         |         |              |          | —                 | —              |      |
| 2004 | Cartuno - Parte 4                       |         |         |         |         |              |          | —                 | —              |      |

### Come artista ospite

#### Album in studio
| Anno | Album                                     | Formati | Formati | Formati | Formati | Formati      | Formati  | Posizione massima | Certificazioni | Note                        |
| ---- | ----------------------------------------- | ------- | ------- | ------- | ------- | ------------ | -------- | ----------------- | -------------- | --------------------------- |
| Anno | Album                                     | CD      | LP      | MC      | DD      | Promozionale | Ristampa | ITA               | Certificazioni | Note                        |
| 2003 | Hamtaro piccoli criceti, grandi avventure |         |         |         |         |              |          | —                 | —              |                             |
| 2006 | Mirmo                                     |         |         |         |         |              |          | —                 | —              |                             |
| 2006 | Hamtaro piccoli criceti, grandi avventure |         |         |         |         |              |          | —                 | —              | Ristampa dell'album omonimo |
| 2017 | Re-Animated                               |         |         |         |         |              |          | —                 | —              |                             |

## Singoli

### Come artista principale
| Anno | Titolo                                    | Formati | Formati | Formati | Formati      | Posizione massima | Certificazioni | Album di provenienza                   | Note                            |
| ---- | ----------------------------------------- | ------- | ------- | ------- | ------------ | ----------------- | -------------- | -------------------------------------- | ------------------------------- |
| Anno | Titolo                                    | CD      | LP      | DD      | Promozionale | ITA               | Certificazioni | Album di provenienza                   | Note                            |
| 1984 | Constitution Way/My Beautiful Friend      |         |         |         |              | —                 | —              | —                                      |                                 |
| 1985 | Tam tam/Questo è un po' di noi            |         |         |         |              | —                 | —              | —                                      |                                 |
| 1992 | Sai cosa sento per te/Musica nei bar      |         |         |         |              | —                 | —              | Tomato                                 |                                 |
| 1994 | Piccolo grande cuore                      |         |         |         |              | —                 | —              | Grande cuore                           |                                 |
| 1994 | Come farò                                 |         |         |         |              | —                 | —              | Grande cuore                           |                                 |
| 1994 | James Dean                                |         |         |         |              | —                 | —              | Grande cuore                           |                                 |
| 2008 | Gormiti che miti                          |         |         |         |              | —                 | —              | Gormiti Compilation e i tuoi supereroi |                                 |
| 2016 | Pokémon Go                                |         |         |         |              | —                 | —              | Toon Tunz                              |                                 |
| 2016 | Dragon Ball Super Kame Hame Ha            |         |         |         |              | —                 | —              | Toon Tunz                              |                                 |
| 2017 | Sole e Luna                               |         |         |         |              | —                 | —              | Toon Tunz                              |                                 |
| 2017 | Santa Claus Is Coming To Town             |         |         |         |              | —                 | —              | —                                      | Edito soltanto come video prank |
| 2018 | Supereroi                                 |         |         |         |              | —                 | —              | Musica da giostra - Volume 5           |                                 |
| 2018 | Bruco Gianluco                            |         |         |         |              | —                 | —              | Toon Tunz                              |                                 |
| 2018 | Movieland luci, camera, azione!           |         |         |         |              | —                 | —              | Toon Tunz                              |                                 |
| 2018 | Lupin, ladro Full-Time                    |         |         |         |              | —                 | —              | Toon Tunz                              |                                 |
| 2019 | All'arrembaggio/Tutti all'arrembaggio     |         |         |         |              | —                 | —              | - Fivelandia 19 - Fivelandia 20        |                                 |
| 2019 | Dragon Ball Super Kame Hame Ha            |         |         |         |              | —                 | —              | Toon Tunz                              |                                 |
| 2019 | Toon Tunz (Noi siamo quelli del...)       |         |         |         |              | —                 | —              | Toon Tunz                              |                                 |
| 2019 | Adrian                                    |         |         |         |              | —                 | —              | —                                      |                                 |
| 2019 | Dragon Ball/What's My Destiny Dragon Ball |         |         |         |              | —                 | —              | - Fivelandia 1999 - Fivelandia 18      |                                 |
| 2020 | Allena la felicità                        |         |         |         |              | —                 | —              | —                                      |                                 |
| 2020 | Signor S                                  |         |         |         |              | —                 | —              | —                                      |                                 |
| 2021 | Hearthstone siamo gli Eroi                |         |         |         |              | —                 | —              | —                                      |                                 |
| 2022 | Pokémon Arceus - Un nuovo inizio          |         |         |         |              | —                 | —              | —                                      |                                 |
| 2022 | Quando il tuo nome è su Death Note        |         |         |         |              | —                 | —              | —                                      |                                 |
| 2023 | Monza is My Destiny                       |         |         |         |              | —                 | —              | —                                      |                                 |
| 2023 | Il ragazzo che non dorme mai              |         |         |         |              | —                 | —              | —                                      |                                 |
| 2023 | Cool Freezer                              |         |         |         |              | —                 | —              | —                                      |                                 |
| 2024 | Uno di noi                                |         |         |         |              | —                 | —              | Uno di noi                             |                                 |
| 2024 | Beyblade X                                |         |         |         |              | —                 | —              |                                        |                                 |

### Come artista ospite
| Anno | Titolo                     | Formati | Formati | Formati | Formati      | Posizione massima | Certificazioni | Album di provenienza | Note |
| ---- | -------------------------- | ------- | ------- | ------- | ------------ | ----------------- | -------------- | -------------------- | ---- |
| Anno | Titolo                     | CD      | LP      | DD      | Promozionale | ITA               | Certificazioni | Album di provenienza | Note |
| 2015 | Lupin, un ladro in vacanza |         |         |         |              | —                 | —              | —                    |      |
| 2017 | Alza gli occhi e vai       |         |         |         |              | —                 | —              | —                    |      |

## Pubblicazioni in altri album e compilation

### Album R.T.I. Music
| Anno | Album                                                            | Formati | Formati | Formati | Formati | Formati      | Formati  | Posizione massima | Certificazioni | Tracce incluse                                                                                            | Note                                |
| ---- | ---------------------------------------------------------------- | ------- | ------- | ------- | ------- | ------------ | -------- | ----------------- | -------------- | --- | ----------------------------------- |
| Anno | Album                                                            | CD      | LP      | MC      | DD      | Promozionale | Ristampa | ITA               | Certificazioni | Tracce incluse                                                                                            | Note                                |
| 1998 | Fivelandia 16                                                    |         |         |         |         |              |          | —                 | —              | Superman                                                                                                  |                                     |
| 1999 | Cristina D'Avena e i tuoi amici in TV 12                         |         |         |         |         |              |          | —                 | —              | L'incredibile Hulk                                                                                        |                                     |
| 1999 | Fivelandia 1999                                                  |         |         |         |         |              |          | —                 | —              | Dragon Ball Dragon Ball (vrs Dance) Mystic Knights: quattro cavalieri nella leggenda                      |                                     |
| 2000 | Cristina D'Avena e i tuoi amici in TV 13                         |         |         |         |         |              |          | —                 | —              | Pokémon                                                                                                   |                                     |
| 2000 | Fivelandia 18                                                    |         |         |         |         |              |          | —                 | —              | Pokémon: oltre i cieli dell'avventura Maledetti scarafaggi Rossana What's my destiny Dragon Ball Diabolik |                                     |
| 2001 | Cristina D'Avena e i tuoi amici in TV 14                         |         |         |         |         |              |          | —                 | —              | Always Pokémon I Cavalieri dello Zodiaco What a mess Slump e Arale                                        |                                     |
| 2001 | Fivelandia 19                                                    |         |         |         |         |              |          | —                 | —              | Dragon Ball GT Mega Babies Pokemon, The Johto League Champions Gundam Wing Roswell Conspiracies           |                                     |
| 2002 | Cristina D'Avena e i tuoi amici in TV 15                         |         |         |         |         |              |          | —                 | —              | Dragon Ball Batman of the Future What's my destiny Dragon Ball                                            |                                     |
| 2002 | Le canzoni più belle                                             |         |         |         |         |              |          | —                 | —              | Rossana                                                                                                   |                                     |
| 2002 | Fivelandia 20                                                    |         |         |         |         |              |          | —                 | —              | Tutti all'arrembaggio Detective Conan Cubix Roba da gatti I cavalieri del drago Spider-Man                |                                     |
| 2002 | Greatest Hits                                                    | 2       |         | 2       |         |              |          | —                 | —              | Rossana Always Pokémon                                                                                    |                                     |
| 2003 | Greatest Hits - Vol. 2                                           |         |         |         |         |              |          | —                 | —              | Rossana Always Pokémon                                                                                    | Ristampa del CD 2 di Greatest Hits  |
| 2003 | Greatest Hits                                                    |         |         | 2       |         |              |          | —                 | —              | Rossana Always Pokémon                                                                                    |                                     |
| 2003 | Cristina D'Avena e i tuoi amici in TV 16                         |         |         |         |         |              |          | —                 | —              | Beyblade Diabolik Lucky Luke cowboy solitario                                                             |                                     |
| 2003 | Fivelandia 21                                                    |         |         |         |         |              |          | —                 | —              | BeyBlade VForce Yu-Gi-Oh! Dragon Ball Saga Pokémon: The Master Quest L'incredibile Hulk                   |                                     |
| 2004 | Cristina D'Avena e i tuoi amici in TV 2004                       |         |         |         |         |              |          | —                 | —              | |                                     |
| 2004 | Cartoon Story                                                    | 5       |         |         |         |              |          | —                 | —              | |                                     |
| 2004 | Fivelandia 22                                                    |         |         |         |         |              |          | —                 | —              | |                                     |
| 2004 | Boing - Le sigle più belle dei cartoni                           |         |         |         |         |              |          | —                 | —              | |                                     |
| 2005 | Cartoon Parade                                                   |         |         |         |         |              |          | —                 | —              | |                                     |
| 2005 | Cristina D'Avena e i tuoi amici in TV 18                         |         |         |         |         |              |          | —                 | —              | |                                     |
| 2005 | Cartoonlandia Boys                                               | 3       |         |         |         |              |          | —                 | —              | |                                     |
| 2005 | Cartoonlandia Girls                                              | 3       |         |         |         |              |          | —                 | —              | |                                     |
| 2006 | Cristina D'Avena e i tuoi amici in TV 19                         |         |         |         |         |              |          | —                 | —              | |                                     |
| 2006 | Mundial Goal                                                     |         |         |         |         |              |          | —                 | —              | |                                     |
| 2006 | Il meglio di Cartoon Music                                       |         |         |         |         |              |          | —                 | —              | |                                     |
| 2006 | Le canzoni di Nonna Pina                                         | 2       |         |         |         |              |          | —                 | —              | |                                     |
| 2006 | Crocodile Music                                                  | 2       |         |         |         |              |          | —                 | —              | |                                     |
| 2006 | Cartoonlandia Boys&Girls Story                                   | 3       |         |         |         |              |          | —                 | —              | |                                     |
| 2007 | I nostri eroi                                                    |         |         |         |         |              |          | —                 | —              | |                                     |
| 2007 | Super Stars                                                      |         |         |         |         |              |          | —                 | —              | |                                     |
| 2007 | Le canzoni di Nonna Pina - Greatest Hits                         | 2       |         |         |         |              |          | —                 | —              | |                                     |
| 2007 | Cristina D'Avena e i tuoi amici in TV 20                         |         |         |         |         |              |          | —                 | —              | |                                     |
| 2008 | Cartoonlandia Boys and Girls Story                               | 2       |         |         |         |              |          | —                 | —              | |                                     |
| 2008 | Le canzoni di Nonna Pina - Story                                 | 2       |         |         |         |              |          | —                 | —              | |                                     |
| 2008 | Cristina D'Avena e i tuoi amici in TV 21                         |         |         |         |         |              |          | —                 | —              | |                                     |
| 2008 | Boing Music Compilation                                          |         |         |         |         |              |          | —                 | —              | |                                     |
| 2008 | Cartoon Music Mania                                              | 2       |         |         |         |              |          | —                 | —              | |                                     |
| 2008 | Cartoon Music Mania                                              |         |         |         |         |              |          | —                 | —              | |                                     |
| 2008 | Natale con Nonna Pina                                            | 5       |         |         |         |              |          | —                 | —              | |                                     |
| 2008 | Gormiti Compilation e i tuoi supereroi                           | 3       |         |         |         |              |          | —                 | —              | |                                     |
| 2009 | Nonna Pina Sprint - Le tagliatelle di Nonna Pina...e molte altre | 4       |         |         |         |              |          | —                 | —              | |                                     |
| 2009 | Cartoonlandia: Le Basi Musicali dei Cartoni                      |         |         |         |         |              |          | —                 | —              | |                                     |
| 2009 | Boing Cartoon Compilation                                        |         |         |         |         |              |          | —                 | —              | | Ristampa di Boing Music Compilation |
| 2009 | Cartoonlandia: Basi Musicali                                     |         |         |         |         |              |          | —                 | —              | |                                     |
| 2009 | Cristina for you                                                 | 2       |         |         |         |              |          | —                 | —              | |                                     |
| 2009 | Cart1: I cartoni originali di Italia Uno                         |         |         |         |         |              |          | —                 | —              | |                                     |
| 2010 | Natale con Cristina                                              | 4       |         |         |         |              |          | 54                | —              | |                                     |
| 2011 | Cristina for you                                                 | 2       |         |         |         |              |          | —                 | —              | |                                     |
| 2011 | Cristina D'Avena e le Super Girls                                | 2       |         |         |         |              |          | —                 | —              | |                                     |
| 2011 | Cartoonlandia Story '80-'90                                      | 2       |         |         |         |              |          | —                 | —              | |                                     |
| 2011 | Cartoonlandia Story 2000-2010                                    | 2       |         |         |         |              |          | —                 | —              | |                                     |
| 2011 | Super Campioni                                                   | 2       |         |         |         |              |          | —                 | —              | |                                     |
| 2011 | Oltre i cieli dell'avventura e...                                | 2       |         |         |         |              |          | —                 | —              | |                                     |
| 2011 | Nella bella fattoria                                             | 2       |         |         |         |              |          | —                 | —              | |                                     |
| 2011 | Balla e canta con Nonna Pina                                     | 3       |         |         |         |              |          | —                 | —              | |                                     |
| 2011 | Le sigle originali dei cartoni di Italia Uno                     | 2       |         |         |         |              |          | —                 | —              | |                                     |
| 2012 | Bim Bum Bam compilation                                          | 2       |         |         |         |              |          | —                 | —              | |                                     |
| 2012 | Bim Bum Bam compilation                                          | 2       |         |         |         |              |          | —                 | —              | |                                     |
| 2012 | Il Valzer del Moscerino presenta: La bella fattoria              | 2       |         |         |         |              |          | —                 | —              | |                                     |
| 2012 | Il Valzer del Moscerino presenta: Cartuno Remix                  | 2       |         |         |         |              |          | —                 | —              | |                                     |
| 2012 | 30 e poi... - Parte prima                                        | 3       |         |         |         |              |          | 33                | —              | |                                     |
| 2014 | #auguriCri                                                       |         |         |         |         |              |          | —                 | —              | |                                     |
| 2015 | Cristina D'Avena e i tuoi amici in TV Collection                 |         |         |         | 5       |              |          | —                 | —              | |                                     |
| 2015 | Fivelandia Story                                                 |         |         |         | 5       |              |          | —                 | —              | |                                     |
| 2015 | Cristina D'Avena                                                 |         |         |         |         |              |          | 30                | —              | | Edito in LP PDK                     |
| 2016 | #le sigle più belle                                              | 2       |         |         |         |              |          | 3                 | —              | |                                     |
| 2017 | I grandi classici                                                | 2       |         |         |         |              |          | —                 | —              | |                                     |
| 2017 | Fantastiche avventure                                            | 2       |         |         |         |              |          | —                 | —              | |                                     |
| 2018 | Le musiche di Cotto e mangiato                                   |         |         |         |         |              |          | —                 | —              | Lova Maccaroni                                                                                            |                                     |
| 2018 | Le più belle sigle TV di Bim Bum Bam                             | 3       |         |         |         |              |          | —                 | —              | |                                     |
| 2019 | Le musiche di 9 mesi                                             |         |         |         |         |              |          | —                 | —              | Back to the City Give it to my Eyes Never Lie                                                             |                                     |
| 2019 | Non è Natale senza panettone                                     |         |         |         |         |              |          | —                 | —              | O' telefono                                                                                               |                                     |

### Altre etichette
| Anno | Album                        | Formati | Formati | Formati | Formati | Formati      | Formati  | Posizione massima | Certificazioni | Tracce incluse | Note |
| ---- | ---------------------------- | ------- | ------- | ------- | ------- | ------------ | -------- | ----------------- | -------------- | --- | ---- |
| Anno | Album                        | CD      | LP      | MC      | DD      | Promozionale | Ristampa | ITA               | Certificazioni | Tracce incluse | Note |
| 2018 | Musica da giostra - Volume 5 |         |         |         |         |              |          | 2                 | —              | Supereroi |      |
| 2019 | Musica da giostra - Volume 6 |         |         |         |         |              |          | 1                 | —              | Onda dopo onda |      |
| 2019 | Creative Sounds Volume 64    |         |         |         |         |              |          | —                 | —              | Banjo Girl and Guitar Boy Escape from the Jungle Fire Box Two Color I'm Walking Alone Today Living for the Space Atmosphere My Eagles Flight Good Rock Back in Town The Eye of Techno Fall The White Shop Service The Witches of the City This Week on Computer |      |
| 2019 | Creative Sounds Volume 69    |         |         |         |         |              |          | —                 | —              | Carry on to Strings Cool in Blue Water Dance to the Big World Falling Down in the Sky Funky Break at If You Want to Kiss Let Me Answer Baby Strikes the Strings Power The Catch Without Break The Hard Life Goes                                                |      |
| 2019 | Creative Sounds Volume 70    |         |         |         |         |              |          | —                 | —              | |      |
| 2019 | Creative Sounds Volume 73    |         |         |         |         |              |          | —                 | —              | |      |
| 2019 | Creative Sounds Volume 82    |         |         |         |         |              |          | —                 | —              | |      |
| 2019 | Creative Sounds Volume 88    |         |         |         |         |              |          | —                 | —              | |      |
| 2019 | Creative Sounds Volume 96    |         |         |         |         |              |          | —                 | —              | |      |
| 2019 | Creative Sounds Volume 113   |         |         |         |         |              |          | —                 | —              | |      |
| 2020 | Creative Sounds Volume 131   |         |         |         |         |              |          | —                 | —              | |      |
| 2020 | Creative Sounds Volume 134   |         |         |         |         |              |          | —                 | —              | |      |
| 2020 | Creative Sounds Volume 139   |         |         |         |         |              |          | —                 | —              | |      |
| 2020 | Creative Sounds Volume 143   |         |         |         |         |              |          | —                 | —              | |      |
| 2020 | Creative Sounds Volume 146   |         |         |         |         |              |          | —                 | —              | |      |

## Videografia

### Video musicali

#### Video musicali da solista
| Anno | Titolo                                                       | Durata | Pubblicazione | Produzione                 | Note                                                           |
| ---- | ------------------------------------------------------------ | ------ | ------------- | -------------------------- | -------------------------------------------------------------- |
| 1994 | James Dean                                                   | 4:19   | YouTube       | ?                          | Video musicale della canzone                                   |
| 1994 | Come farò                                                    | 4:38   | YouTube       | ?                          | Video musicale della canzone                                   |
| 2016 | Pokémon Go                                                   | 3:02   | YouTube       | Lova Music Srl             | Video musicale della canzone                                   |
| 2016 | Dragon Ball Super Kame Hame Ha                               | 3:30   | YouTube       | Lova Music Srl             | Video musicale della canzone                                   |
| 2017 | Santa Claus is Coming to Town                                | 2:14   | YouTube       | Lova Music Srl/theShow     | Prank Video di Alessandro Tenace e Alessio Stigliano           |
| 2018 | Supereroi                                                    | 3:51   | YouTube       | Wonder Wheel Entertainment | Video musicale della canzone                                   |
| 2018 | Bruco Gianluco                                               | 4:14   | YouTube       | Lova Music Srl/Sio         | Video musicale della canzone                                   |
| 2018 | Movieland luci, camera, azione!                              | 3:28   | YouTube       | Lova Music Srl             | Video musicale della canzone                                   |
| 2019 | Rossana (Toon Tunz Live Version)                             | 4:00   | YouTube       | Lova Music Srl             | Video musicale della canzone in versione live                  |
| 2020 | Pokémon: Oltre i cieli dell'avventura (Live in Room Version) | 6:15   | YouTube       | Lova Music Srl             | Estratto del concerto del 10/06/2020 al Talent Yard (Biassono) |
| 2021 | The CIURMA Song                                              | 3:28   | YouTube       | Lova Music Srl             | Video musicale della canzone                                   |
| 2021 | Hearthstone siamo gli Eroi                                   | 3:36   | YouTube       | Lova Music Srl/Evox        | Video musicale della canzone                                   |

#### Video musicali in duetto o in gruppo con altri artisti
| Anno | Titolo                                                 | Durata | Pubblicazione | Produzione                                                     | Note                                                                           |
| ---- | ------------------------------------------------------ | ------ | ------------- | -------------------------------------------------------------- | ------------------------------------------------------------------------------ |
| 2017 | Alza gli occhi e vai                                   | 3:57   | CD; YouTube   | Hologram Music Group                                           | Video musicale della canzone                                                   |
| 2017 | Alza gli occhi e vai                                   | 3:12   | CD            | Wonder Wheel Entertainment                                     | Video backstage della canzone                                                  |
| 2017 | Sole e Luna                                            | 4:33   | YouTube       | Lova Music Srl                                                 | Video musicale della canzone                                                   |
| 2017 | E se la nostra vita fosse cantata da Giorgio Vanni?    | 3:36   | YouTube       | Lova Music Srl                                                 | Video umoristico realizzato con Daniel Marangiolo e Jacopo Malnati             |
| 2017 | Se le sigle dei cartoni animati fossero scritte oggi   | 4:56   | YouTube       | Lova Music Srl/iPantellas                                      | Video umoristico parodistico realizzato con Daniel Marangiolo e Jacopo Malnati |
| 2018 | TOP 10 Canzoni di Giorgio Vanni secondo SIO (Scottecs) | 4:18   | YouTube       | Lova Music Srl/Sio                                             | Video umoristico parodistico realizzato con Sio                                |
| 2018 | Rubami ancora il cuore                                 | 4:05   | YouTube       | R.T.I. Spa/Lova Music Srl                                      | Video musicale della canzone                                                   |
| 2019 | Soldi - Mahmood [Parodia]                              | 3:36   | YouTube       | I Panpers                                                      | Video umoristico parodistico realizzato con i Panpers                          |
| 2019 | Toon Tunz                                              | 4:15   | YouTube       | Lova Music Srl                                                 | Video musicale della canzone                                                   |
| 2019 | Adrian                                                 | 3:11   | YouTube       | Gabrio Pozzi                                                   | Video musicale della canzone                                                   |
| 2020 | Alpacarl The Alpacop                                   | 1:24   | YouTube       | Gabro Nicolosi, Jacopo Genuardi, Alessio Riolo, Simone La Rosa | Video musicale della canzone                                                   |

### Made in Lova
| Anno | Titolo                                                                                      | Durata | Pubblicazione | Produzione     | Note |
| ---- | ------------------------------------------------------------------------------------------- | ------ | ------------- | -------------- | ---- |
| 2020 | Made in Lova Ep. 01 - Signor S (Giorgio Vanni Version)                                      | 4:56   | YouTube       | Lova Music Srl | —    |
| 2020 | Made in Lova Ep. 02 - Inside My Hero Academia (Studio Session)                              | 30:13  | YouTube       | Lova Music Srl | —    |
| 2020 | Made in Lova Ep. 03 - Inside Live in Room (dietro le quinte con Giorgio Vanni e Max Longhi) | 17:40  | YouTube       | Lova Music Srl | —    |

### Altri video
| Anno | Titolo                                                                             | Durata | Pubblicazione | Produzione                        | Note                                                        |
| ---- | ---------------------------------------------------------------------------------- | ------ | ------------- | --------------------------------- | ----------------------------------------------------------- |
| 2018 | What's my Destiny Dragon Ball                                                      | 3:30   | Mediaset Play | R.T.I. SpA                        | Video dell'esecuzione live al programma 90 Special          |
| 2018 | My Hero Academia (Making of)                                                       | 2:56   | YouTube       | Lova Music Srl                    | Video della produzione della canzone                        |
| 2019 | Come creare la sigla di un cartone italiano... senza alcun talento                 | 8:03   | YouTube       | Mark The Hammer                   | —                                                           |
| 2019 | Ho giocato a Jump Force con il Re delle sigle Giorgio Vanni                        | 33:37  | YouTube       | The Best Blend                    | —                                                           |
| 2019 | Making of Adrian - La sigla evento                                                 | 6:13   | YouTube       | Federica Paradiso/Mark The Hammer | Video della produzione della canzone                        |
| 2019 | Parodia Avengers Endgame                                                           | 5:43   | YouTube       | iPantellas                        | Video parodia del film Avengers: Endgame                    |
| 2019 | Gandalf & Silente colpiscono ancora - Magici Amici volume 2                        | 10:25  | YouTube       | The Best Blend/Paolo Cellammare   | —                                                           |
| 2019 | Sempre meglio che lavorare                                                         | 4:40   | YouTube       | I Panpers                         | Video musicale della canzone omonima                        |
| 2020 | Indovina la serie TV dalla sigla                                                   | 20:48  | YouTube       | Space Valley                      | —                                                           |
| 2020 | Giorgio Vanni svela il suo Pokémon preferito                                       | 10:35  | YouTube       | Space Valley                      | Video backstage dell'incontro dell'artista con gli YouTuber |
| 2020 | Gandalf & Silente: Una notte da Stregoni - Magici Amici volume 3                   | 12:33  | YouTube       | The Best Blend/Paolo Cellammare   | —                                                           |
| 2020 | Creare le sigle dei cartoni! - Salotto della Valle                                 | 21:48  | YouTube       | Space Valley                      | —                                                           |
| 2020 | Allena la felicità (Making of)                                                     | 4:39   | YouTube       | Lova Music Srl                    | Video della produzione della canzone                        |
| 2020 | Yu-Gi-Oh! - Giorgio Vanni (diario di bordo & live version) Acireale Carnevale 2020 | 7:29   | YouTube       | Lova Music Srl                    | —                                                           |